# Кубок России по регби-7 среди женских команд
'
Кубок России по регби-7 среди женских команд— ежегодное соревнование для российских профессиональных регбийных клубов, проводимое Федерацией регби России, главный кубковый регбийный турнир по регби-7 в России и второй по значимости турнир после Чемпионата России по регби-7.

## Участники Кубка России по регби-7 среди женских команд

### Сезон-2024
| «Кубок России по регби-7» | «Кубок России по регби-7» |
| Клуб                      | Город                     |
| ------------------------- | ------------------------- |
| ЦСКА                      | Москва                    |
| Кубань                    | Краснодар                 |
| ВВА-Подмосковье           | Монино                    |
| Сборная Татарстана        | Татарстан                 |
| Аргат                     | Усть-Лабинск              |
| МАР                       | Москва                    |
| ВВА-Подмосковье-2         | Монино                    |
| ЦСКА-2                    | Москва                    |

## Призёры
| Год  | 1-е место | 2-е место       | 3-е место |
| ---- | --------- | --------------- | --------- |
| 2024 | ЦСКА      | ВВА-Подмосковье | Кубань    |